# Edward Brongersma
Edward Brongersma (Haarlem, Países Baixos, 31 de agosto de 1911; Bloemendaal/Overveen, Países Baixos, 22 de abril de 1998) foi um político, jurista, criminólogo e escritor neerlandês. De 1946 a 1950 e de 1966 a 1977 foi senador pelo Partido do Trabalho. Foi conhecido principalmente como defensor da pedossexualidade, da autodeterminação sexual dos jovens e da liberalização das leis em relação à sexualidade, assuntos sobre os quais escreveu inúmeros livros e artigos. Ao final da sua vida também fez campanha a favor do direito à eutanásia, mediante a qual ele próprio pôs fim à sua vida.

## Biografia
Brongersma, filho de um oftálmologo, graduou-se em direito pela Universidade de Amsterdã em 1935. De 1935 a 1937 esteve associado a um escritório de advocacia de Haarlem enquanto preparava sua tese doutoral sobre a Constituição portuguesa de 1933 e o corporacionismo de António de Oliveira Salazar, que naquele momento era o primeiro-ministro do país. Em 1940 obteve o doutorado 'cum laude' pela Universidade Católica de Nimegue. Sua tese foi publicada em forma de livro, o qual tem sido várias vezes reeditado.
Logo após a Segunda Guerra Mundial fez carrerira como jurista e político, e também como prolífico escritor. Trabalhou como procurador em Amsterdã de 1940 a 1950, e entre 1946 e 1950 esteve na equipa de redação do jornal neerlandês da profissão jurídica, Nederlands Juristenblad. Em 1946 foi elegido membro do Senado (câmara alta) do Parlamento neerlandês pelo Partido Neerlandês do Trabalho (PvdA). Seu mandato durou de 1946 a 1950 e posteriormente teve um segundo mandato, de 1963 a 1977. Durante o seu primeiro mandato foi senador do Partido Neerlandês do Trabalho pela província de Holanda do Norte, e ocupou um cargo consistorial em Heemstede.
Sua carreira foi interrompida repentinamente em 1950 ao ser arrestado por ter relações sexuais com um amigo seu que então tinha cerca de 17 anos (nascido em 1932 ou 1933). Naquele tempo a idade de consentimento para as relações homossexuais nos Países Baixos era de 21 anos. Brongersma foi condenado e passou onze meses na cadeia. Essa lei foi reformada em 1971, reduzindo a idade de consentimento para as relações homossexuais para os 16, a mesma que para as relações heterossexuais.
Posteriormente continuou sua carreira nos anos cinquenta como jornalista e escritor. De 1953 a 1956 pertenceu ao comitê executivo do Partido Neerlandês do Trabalho da região de Utrecht. Em 1956 foi designado diretor de trabalho comunitário em Haarlem para um período de quatro anos. Como consequência da sua condena tinha sido inabilitado em 1950, mas foi readmitido na ordem dos advogados dos Países Baixos em 1959. Retomou a prática jurídica nesse ano e continuou trabalhando como advogado até 1980.
De 1960 a 1967 foi professor titular do Instituto de Criminologia da Universidade de Utrecht, onde trabalhou muito perto com W. Pompe, o conhecido professor de direito. Em 1963, a pedido do Partido Neerlandês do Trabalho, reincorporou-se ao Senado para um segundo mandato, que iria ser o derradeiro até a sua demissão em 1977. De 1969 a 1977 foi presidente e porta-voz do Comitê Permanente da Justiça do Senado. No dia 29 de abril de 1975 foi nomeado Cavaleiro da Ordem do Leão Neerlandês pelo seu notável trabalho político.
Brongersma foi conhecido principalmente pelas suas obras e pela sua defensa de uma legislação mais liberal em relação à sexualidade, assunto no qual esteve profundamente interessado. Sua experiência permitiu-lhe desempenhar um papel decisivo em 1971, como membro do Senado, na hora de suprimir o artigo 248 bis do código penal neerlandês, o mesmo sob o qual ele tinha sido condenado em 1950. A idade de consentimento para as relações homossexuais foi reduzida de 21 para 16. Ele advogou para reduzir ainda mais a idade de consentimento e permitir aos jovens uma maior liberdade para ter relações sexuais.
Ao longo da sua vida reuniu um vasto número de obras científicas e acadêmicas sobre esses assuntos, compondo assim sua biblioteca e seus arquivos pessoais. Em 1979 os doou à fundação com seu nome, cujo objetivo, conforme estabelecido em seus estatutos associativos, eram "fomentar o estudo e as obras científicas no campo das relações sexuais entre adultos e jovens". Em 1992 o objetivo foi ampliado para "fomentar a pesquisa sobre a saúde sexual e afetiva de crianças e jovens". Sua morte em 1998 foi seguida de um grande alvoroço quando uma parte do material gráfico das suas coleções foi confiscado. As imagens foram consideradas "pornografia infantil". A legislação adoptada em 1996 tinha tornado crime a posse de imagens como aquelas.
Depois de demitir-se do Senado neerlandês em 1977, Brongersma dedicou-se completamente aos objetivos de sua fundação. Foi então que ele escreveu sua obra mais destacada Loving Boys (publicada em duas partes em 1987 e 1990), enquanto seguia ampliando suas coleções. Após sua morte, todas suas coleções sobre assuntos sociológicos e sexológicos, bem como seus arquivos privados, foram transferidos para o Instituto Internacional de História Social de Amsterdã, exceto o material gráfico, que tinha sido confiscado pelas autoridades. O conselho de administração da fundação continuou suas atividades, mudando seu nome em 2003 para o de Fundação de Pesquisa Científica da Sexualidade.
Brongersma morreu em 1998 por meio de eutanásia, porque sentia que já tinha vivido sua vida. Sua saúde deteriorou-se e foi ficando sozinho a medida que seus melhores amigos foram morrendo um após o outro. As mudanças sociais que começaram nos anos oitenta, como resposta à 'revolução sexual' dos setenta, levarom-o a ficar desanimado. Inicialmente seus alegados para liberalizar a legislação em matéria de moral pública e em defensa dos direitos dos pedófilos foram recebidos de modo favorável por alguns, tanto nos Países Baixos como internacionalmente. Mas gradualmente a opinião pública foi se tornando cada vez menos receptiva em relação a essas ideias, ficando mesmo dura e hostil. Após sua morte, nos Países Baixos se avivou o debate sobre se devia ser permitida a eutanásia às pessoas cansadas de viver.
Brongersma publicou uma longa lista de obras a seu nome, tendo escrito cerca de 1.200 livros e artigos entre 1930 e 1998 sobre uma vasta gama de temas sociais e filosóficos, e também sobre direito penal, direito constitucional, criminologia, filosofia, religião, sexologia, legislação em matéria de moral pública e temas literários. Capaç de ler em dez línguas do leste europeu, ele escreveu livros sobre a Guerra Civil Espanhola, Portugal e o português e problemas sociais. Desde seus anos no Instituto de Criminologia, ele escreveu amplamente no campo da sexologia, especialmente sobre pornografia, efebofilia, pedofilia e idade de consentimento. Seus livros sobre esses assuntos incluem: Das Verfehmte Geschlecht ("Sexo proscrito", em alemão, 1970), Sex en Straf ("Sexo e castigo", 1972), Over pedofielen en kinderlokkers ("Sobre pedófilos e abusadores de crianças", 1975). Sua última e mais ambiciosa obra foi Loving Boys (dois volumes, 1988-1990).
O trabalho de Brongersma em relação à pedofilia esteve centrado unicamente nas interações homossexuais. Ocasionalmente reconheceu que sabia pouco ou nada sobre a atração sexual de homens adultos para meninas púberes ou pré-púberes, ou sobre mulheres pedófilas. Esse enfoque exclusivamente homossexual colocou Brongersma em conflito com o psicólogo Frits Bernard, a outra figura de proa do movimento de libertação pedófila dos anos setenta nos Países Baixos.